# Masa Słońca

Masa Słońca stanowi 99.86% masy Układu Słonecznego

Masa Słońca M☉ – pozaukładowa jednostka używana w astronomii do określania mas obiektów astronomicznych (gwiazd, gromad, galaktyk itp.).
Masa Słońca wynosi {\displaystyle M_{\odot }=1{,}9884\times 10^{30}\;(ok.2\times 10^{30})} kg (1,9884 kwintyliona kilogramów) i jest ponad 330 tys. razy większa od masy Ziemi. Stanowi ona 99,86% masy wszystkich znanych obiektów Układu Słonecznego.
1 masa Słońca odpowiada:
- 27 068 703 masom Księżyca (ML)
- 332 946 masom Ziemi (M🜨)
- 1047,35 masom Jowisza (MJ)